# 廣尾町
廣尾町（日语：／ Hiroo chō */?）位於北海道十勝綜合振興局南部，西側為日高山脈，東邊面向太平洋，由於廣尾町常有地震發生，因此制定了相關的防災計畫。當地主要產業為漁業、農業和酪農業。轄區內的十勝港為日本的重要港灣之一。
名稱來自阿伊努語的「pi-ruy-pet」（磨刀石的河流）、「pir-or」（背陰的地方）、「pi-or」（有石頭的地方）或「pira-or」（有懸崖的地方）。

## 歷史
- 1906年4月1日：廣尾郡茂寄村、當緣郡大樹村、歷舟村以及當緣村的部份區域合併為廣尾郡茂寄村，並成為二級村。 [5]
- 1926年6月1日：改名為廣尾村。[6]
- 1928年10月1日：大樹村（現在的大樹町）從廣尾村分割出。
- 1946年9月30日：改制為廣尾町。
- 1984年：挪威奧斯陸認可為聖誕老人區域。

## 交通

### 機場
- 帶廣機場（位於帶廣市）

### 港口
- 十勝港

### 鐵路
- 北海道旅客鐵道
  - 廣尾線 ：已於1987年停駛。

### 道路
| 一般國道 - 國道236號 - 國道336號 | 道道 - 北海道道315號十勝港線 - 北海道道414號廣尾停車場線 - 北海道道987號豐似廣尾線 - 北海道道1037號廣尾大樹線 - 北海道道1071號音調津陣屋線 |

## 觀光景點
| - 大丸山 - 廣尾海洋水族科學館 - 中川一郎記念館 | - 東蝦新道記（北海道指定有形文化財）：十勝神社收藏、未開放 - 円空作觀音像（北海道指定有形文化財）：禪林寺藏、未開放 |

## 教育

### 高等學校
- 道立北海道廣尾高等學校

### 中學校
| - 廣尾町立音調津中學校 - 廣尾町立豐似中學校 | - 廣尾町立野塚中學校 - 廣尾町立廣尾中學校 |

### 小學校
| - 廣尾町立音調津小學校 - 廣尾町立豐似小學校 - 廣尾町立野塚小學校 | - 廣尾町立廣尾小學校 - 廣尾町立廣尾第二小學校 |

## 姊妹市・友好都市

### 日本
- 芽室町 （北海道 十勝支廳 河西郡）
- 大島町（長崎縣西彼杵郡，已於2005年4月1日合併為西海市）

### 海外
- 弗龍（挪威阿克什胡斯郡）

## 本地出身的名人
- 中川一郎：議員
- 中川昭一：議員，中川一郎的長男
- 中川義雄：議員、中川一郎的弟弟
- 北勝海信芳：相撲力士，前橫綱
- 堀田一郎：前日本職業棒球選手，讀賣巨人
- 坂本直行：漫畫家，住於廣尾町，出生於釧路市，於中札內村有紀念館。